# Cruzeiro Seixas
Cruzeiro Seixas, de nom complet Artur Manuel Rodrigues do Cruzeiro Seixas (Amadora, Districte de Lisboa, Portugal, 3 de desembre de 1920 - Lisboa, 8 de novembre de 2020), va ser un pintor, il·lustrador i poeta portuguès.
Considerat l’últim dels surrealistes portuguesos, un moviment liderat per Mário Cesariny (1923-2006), a finals dels anys quaranta, assistí a l’Escola d’Arts Decoratives António Arroio, entre 1935 i 1941, participant també a les reunions del Cafè Hermínius. Al principi fou atret pel neorealisme, però ben aviat les preocupacions artístiques i ideològiques d'alliberament el van portar al surrealisme. El 1948 participà en l'activitat dels surrealistes, mantenint un contacte amb Mário Cesariny i altres membres del futur grup "Os Surrealistas", del qual en fou una figura important. Va assumir el projecte surrealista, des de 1949, i no l'abandonà mai, afirmant-se en l’àmbit del dibuix, en el qual va desenvolupar un univers molt personal amb una gran experiència tècnica. En la seva obra, representa un univers imaginari "estrany i cruel" a través de contrastos entre negres i blancs.
El 1951 es va incorporar a la marina mercant, viatjant per Àfrica, l'Índia, l'extrem orient i va acabar establint-se a Angola, quedant-se a Luanda fins al 1964, on va desenvolupar la seva obra de manera significativa, va realitzar la seva primera exposició individual i va treballar per al Museu d'Angola. De retorn a Lisboa, exerceix de consultor a la Galeria S. Mamede fins a finals dels seixanta, on exposa Mário Cesariny, Vieira da Silva, António Areal, Carlos Calvet, Júlio o Jorge Vieira, i contribueix a la promoció de nous artistes, com ara Mário Botas i Raúl Pérez, i presenta per primera vegada a Portugal obres d’Henri Michaux i el grup surrealista CoBra. El 1969 participà en la XIIa Exposició Surrealista de S. Paulo i, amb Mário Cesariny, a l'Exposició Surrealista Internacional, a Holanda, i aquell any també organitzà la seva primera exposició retrospectiva, a Lisboa, a la Galeria Buchholz. Posteriorment va dirigir la Galeria do Junta de Turismo do Costa do Sol (1976-83) i la Galeria D'Arte (1985-88), i va col·laborar en diverses exposicions a Portugal i l'estranger, rebent el 1989 el Premi Artista de l'Any del SOCTIP Art Center, amb la seva exposició individual Desaforismos. Va mantenir una activitat expositiva regular a la dècada de 2000, concretament a la Galeria Perve, que el 2006 va exposar Cesariny, Cruzeiro Seixas, Fernando José Francisco i el Passeio do Cadavre Esquisito, marcant la reunió dels pintors, després de 50 anys. El 2009 la mateixa galeria promociona Os Surrealistas 60 anys després de la 1a exposició i la Universitat de Lisboa organitza l'exposició i el catàleg Tapeçarias e Desenho de Cruzeiro Seixas.
Cruzeiro Seixas també va treballar com a il·lustrador en les edicions d’A cidade queimada: poema e Titânia (2007), de Mário Cesariny (1965), Antologia da Poesia Erótica e Satírica (1966), organitzat per Natália Correia, Imagem devolvida: poema-mito  (1974) i Casos do Direito Galatico: o mundo inquietante de Josela (1975), tots dos de Mário Henrique Leiria, Le Livre du Tigre (1976), d'Isabel Meireles o Do General ao Cabo Mais Ocidental (1976), d'Álvaro Guerra. Va col·laborar a les revistes surrealistes Brumes Blondes (Holanda), La Tortue-Lièvre (Canadà), Derrame (Xile) i a les franceses Infosurr, Phases i Ellebore, entre d'altres. Va participar en exposicions col·lectives a França, Brasil, Bèlgica, Estats Units, Regne Unit, Espanya, Alemanya i Mèxic.
La seva bibliografia poètica recull les obres Eu falo em chamas: poemas (1986), Poemas (1990), O que a luz ocupa: poemas (2000), Obra Poética (3 vol., 2002-04), Onze gavetas forradas de espelho: poemas inéditos (2018) o Nos labirintos que inventei (2019).
L'octubre del 2020 va ser distingit amb la Medalla al Mèrit Cultural, per la seva contribució a la cultura portuguesa, al costat de Mário Cesariny, Carlos Calvet i António Maria Lisboa, com un dels noms més reveladors i importants del surrealisme a Portugal, des del final dels anys quaranta. La seva obra està representada en col·leccions com el Museu Nacional d'Art Contemporani - Museu do Chiado, Fundação Calouste Gulbenkian i Fundação Cupertino de Miranda. Va donar la seva col·lecció el 1999 a la Fundació Cupertino de Miranda, a Vila Nova de Famalicão, on es troba el Centre de Surrealisme Portuguès i on hi ha una exposició permanent amb obres d’autor. El 1993 Cruzeiro Seixas va donar una part de la seva finca a BNP, que comprèn una bona part del seu epistolari, amb èmfasi en les cartes rebudes, l’arxiu de premsa, els catàlegs i fulletons publicats pel Grup Surrealista i més de 400 dibuixos i collages representatius de les diverses expressions plàstiques de la seva obra.
El 2012, Cruzeiro Seixas va ser guardonat per la Fira Internacional del Llibre de Santiago de Xile (FILSA), que li va dedicar un número exclusiu de la revista “Derrame”, del grup surrealista xilè. El mateix any va rebre la Medalla d’Honor de la Societat Portuguesa d'Autors. El 2017, la Biennal d’Art Vila Nova de Cerveira va celebrar el seu 40è aniversari amb un homenatge a l’artista. El 2018 va ser homenatjat per Marcelo Rebelo de Sousa i pel Centre de Serigrafia Portuguesa, editor durant molts anys de la seva obra, que va publicar, aleshores, el Catàleg d'obres gràfiques i d'obres múltiples d'Art de l'artista, que seguiria, el 2019, el disc “Diário não Diário”, amb tota la seva dimensió creativa. El 2020, la ministra de Cultura, Graça Fonseca, li va concedir la medalla al mèrit cultural. Darrerament, hi havia previstes diverses iniciatives que marcarien el 100è aniversari de l'artista, concretament les exposicions a la Biblioteca Nacional de Portugal i la Perve Galeria, a Lisboa, i l'edició de l'obra poètica de Cruzeiro Seixas, activa entre el juny del 2020 i fins al 2021.
Sobre la vida i la trajectòria professional de l'autor se'n han fet diverses pel·lícules. El documental “As Cartas do Rei Artur”, de Cláudia Rita Oliveira, del 2016, és la tercera pel·lícula dedicada a l’artista visual. Altres han estat “NOMA - Cruzeiro Seixas” (2006), de Carlos Cabral Nunes, i encara “Cruzeiro Seixas: O Vício da Liberdade” (2010), d'Alberto Serra i Ricardo Espírito Santo. "Les cartes del rei Artús" conté entrevistes a Cruzeiro Seixas, que es creuen amb imatges de la seva pintura, dels seus objectes, dels quaderns i dibuixos de l'autor, i un conjunt de testimonis dels quals emergeix, en particular, la relació amb Mário Cesariny, que va durar diverses dècades, marcades per l'amistat, la passió i la ruptura. La pel·lícula tracta l’homosexualitat d’ambdós i la relació de Cruzeiro Seixas amb l'art, amb la forma de vida de Mário Cesariny i amb Àfrica, de la qual va dir que era el gran amor per la vida.